# Platycephalus conatus
Platycephalus conatus is een straalvinnige vissensoort uit de familie van platkopvissen (Platycephalidae). De wetenschappelijke naam van de soort is voor het eerst geldig gepubliceerd in 1915 door Waite & McCulloch.